# Åsarp
Åsarp ist ein Ort in der schwedischen Gemeinde Falköping. Åsarp liegt etwa 21 Kilometer südlich der Stadt Falköping an der Reichsstraße 46 und hat 609 Einwohner (2015).

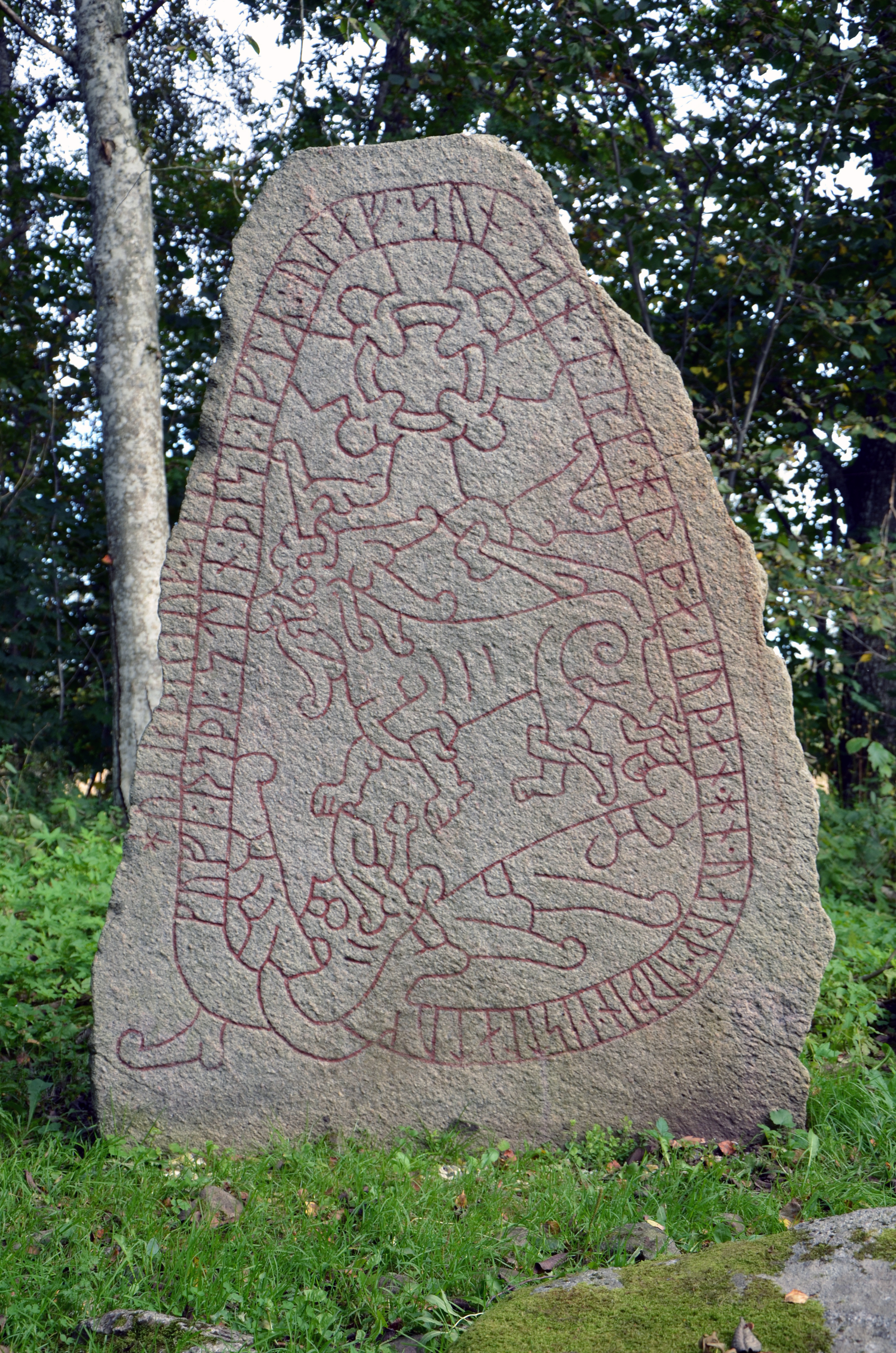
Olsbrostenen

Der 1376 als Asathorppa genannte Ortsname ist eine Zusammensetzung von torp (neu angelegter Hof) als zweitem Teil und entweder dem Genitiv von as (Os) oder möglicherweise dem männlichen Namen Ase als erstem Teil.
Am Ortsrand von Åsarp liegt Ekehagens forntidsby, ein Museumsdorf, das einen lebendigen Eindruck von vor- und frühgeschichtliche Bau- und Lebensweisen geben soll. Durch den Ort fließt der Ätran.

## Runenstein
Bei Åsarp steht auch ein Runenstein, genannt Olsbrostenen beziehungsweise Alvaredsstenen. Er gilt aufgrund seiner für Västergötland originellen und ungewöhnlichen Ornamentik als einer der bemerkenswertesten Runensteine der Provinz. Die Schiffssetzung von Alvared liegt ebenfalls im Ort.